# Будуряса
Будуряса (рум. Budureasa) — село у повіті Біхор в Румунії. Адміністративний центр комуни Будуряса.
Село розташоване на відстані 375 км на північний захід від Бухареста, 61 км на південний схід від Ораді, 84 км на захід від Клуж-Напоки, 141 км на північний схід від Тімішоари.

## Населення
За даними перепису населення 2002 року у селі проживали 1574 особи. Рідною мовою 1571 особа (99,8%) назвала румунську.
Національний склад населення села:
| Національність | Кількість осіб | Відсоток |
| -------------- | -------------- | -------- |
| румуни         | 1111           | 70,6%    |
| цигани         | 459            | 29,2%    |